# L'innocente (film 1911)
L'innocente è un film muto del 1911 diretto da Edoardo Bencivenga. La trama della pellicola è tratta dall'omonimo romanzo del 1892 di Gabriele D'Annunzio.

## Trama
Nella Roma di fine 1800 il ricco Tullio scopre che la moglie Giuliana ha avuto una relazione con uno scrittore e che adesso è incinta, sebbene la coppia abbia già due figli. Tullio non riesce ad accettare il tradimento, anche se frustrato per una malattia di Giuliana che lo spinge ad avere compassione per lei. Così, non appena il bambino nasce, Tullio lo uccide lasciandolo indifeso in mezzo alla neve.